# Alfred Bohrmann
| (1455) Mitchella | 5. Juni 1937       |
| (1470) Carla     | 17. September 1938 |
| (1531) Hartmut   | 17. September 1938 |
| (1733) Silke     | 19. Februar 1938   |
| (1998) Titius    | 24. Februar 1938   |
| (2016) Heinemann | 18. September 1938 |
| (2226) Cunitza   | 26. August 1936    |
| (2350) Von Lüde  | 6. Februar 1938    |
| (2665) Schrutka  | 24. Februar 1938   |

Alfred Bohrmann (* 28. Februar 1904; † 4. Januar 2000) war ein deutscher Astronom.

## Leben
Er promovierte 1927 an der Landessternwarte Heidelberg-Königstuhl der Universität Heidelberg.
Zu dieser Zeit war die Sternwarte ein Zentrum der Asteroidentdeckung um Max Wolf und Karl Wilhelm Reinmuth, damals entdeckte Bohrmann rund neun Asteroiden.
Bohrmann arbeitete am Observatorium von 1924 bis 1969. Der Asteroid 1635 Bohrmann ist nach ihm, der Asteroid 1732 Heike nach einer seiner Enkelinnen (Heike Neckel) benannt.